# Joana Vasconcelos (escultora)
Joana Vasconcelos (París, 8 de novembre de 1971) és una artista plàstica portuguesa contemporània, resident a Lisboa.
Considerada per alguns mitjans la millor artista de l'any 2019. Va ser la primera dona a exposar al Palau de Versalles l'any 2012.

## Trajectòria
Habitualment treballa amb l'escultura i la instal·lació. La seva obra més famosa, Néctar, pertany a la Col·lecció Berardo i s'exposa al Museu col·lecció Berardo de Lisboa. Moltes de les seves obres figuren en col·leccions privades a Europa. A la Biennal de Venècia l'any 2005, va ser l'artista representant de Portugal amb La novia. Ha guanyat diversos premis, inclòs el Concurs del Berardo Museum.
Al febrer de 2008 va inaugurar a la Pinacoteca de Sao Paulo Contaminación, descrit com "Un cos de tèxtils, de colors, deforme i tentacular”.
El 30 de juny de 2009, una de les seves obres, titulada Cor d'or independent es va subhastar a Christie's per 192.000 euros. La peça va ser venuda a un col·leccionista britànic anònim, que la cedirà en préstec al Museu col·lecció Berardo de Lisboa.
L'any 2012, va exposar una selecció de les seves obres al Palau de Versalles. Es va convertir d'aquesta manera en la primera dona artista a exposar les seves obres en aquest palau barroc. L'exposició es va convertir en un èxit pel marcat contrast que s'establia entre l'ambient històric del palau i les sorprenents obres de Vasconcelos, moltes d'elles instal·lacions amb teles, plomes, sabates gegants confeccionades amb cassoles o figures embolicades en una espècie de fundes de ganxet.
Al juny de 2018, es va inaugurar l'exposició Joana Vasconcelos. Soy tu espejo al Museu Guggenheim Bilbao.

## Obres

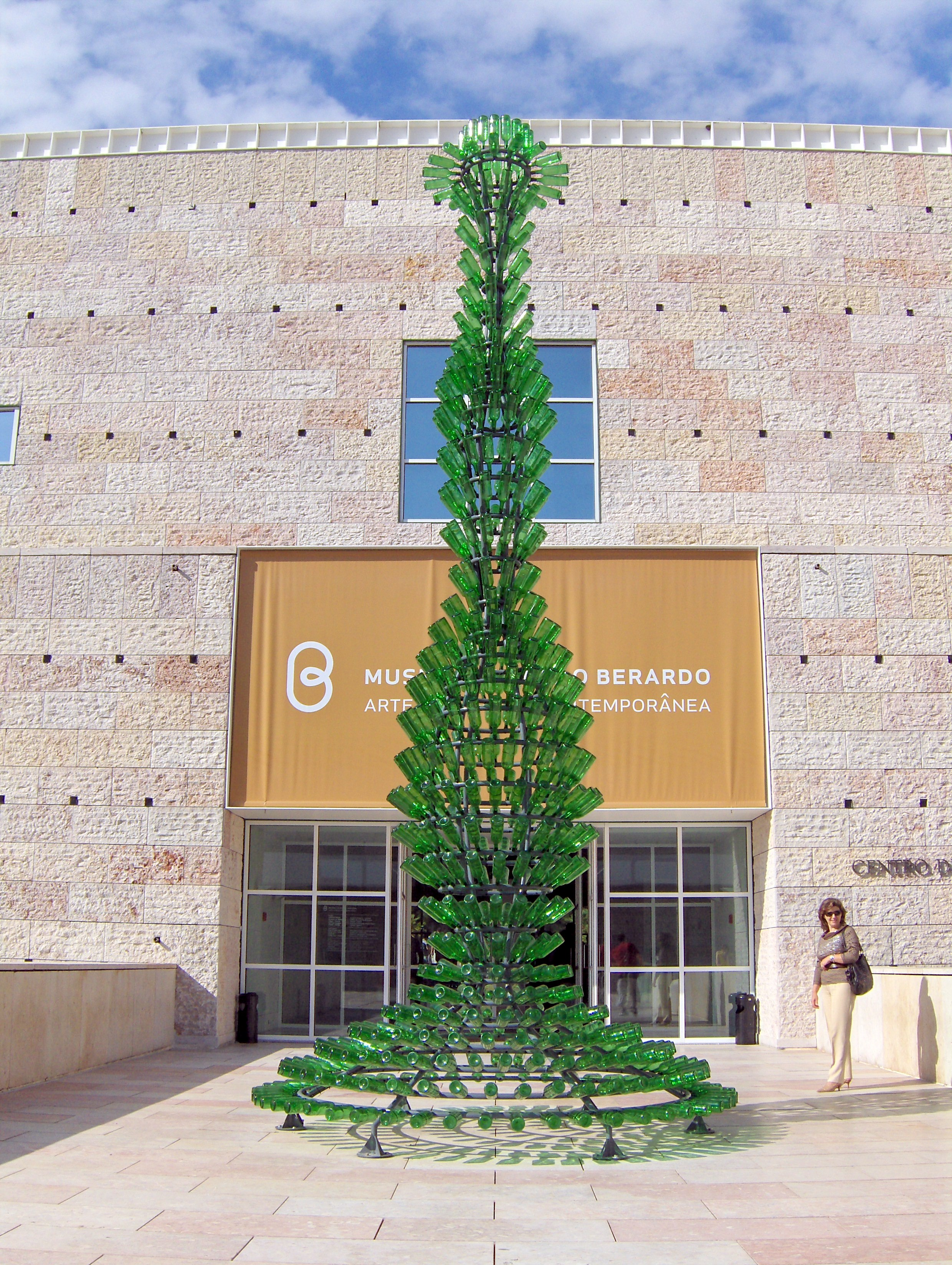
Néctar, a l'entrada del Museu Colecção Berardo.

Entre les seves millors obres i més conegudes s'inclouen les següents:
- Flores do meu desejo
- Cama Valium
- Néctar
- Ouro sobre azul
- Independent Heart
- A noiva, 2001
- Santiago de Compostela (escultura)
- WWW.Fatimashopping, 2002 (vídeo)
- Barco da Mariquinhas, 2002
- Pega, 2002
- Blup, 2002
- Nécessaire, 2003
- Filtra, 2003
- Valquiria, 2004
- Vigoroso e poderoso, 2006-2007
- Madame du Barry, 2007, escultura de ciment, pintura acrílica i cotó, ganxet fet a mà, altura 180 cm
- Jóia do Teixeixo, 2008
- Garden of Eden #2, 2009
- Corazón de Viana, una instal·lació de 4 metres d'altura, feta de cinc mil forquilles de plàstic de color que l'artista ha doblegat amb l'aplicació de calor. Exsiteix una versió en groc (restaurant "Eleven" a Lisboa), vermell (Museu d'Art Contemporani de Luxemburg) i un altre en negre al Museu d'Art Contemporani de Castella i Lleó
- Una estrella de mar, coixí de ganxet penjat a la paret Museu de Serralves a Porto
- Egeria, de la sèrie Valquirias, 2018. Peça realitzada per a atri del Museu Guggenheim Bilbao pertanyent a l'exposició Soy tu espejo.[7] Es tracta d'una obra de dues tones de pes, realitzada en ganxet i teles brodades (durant dos anys al taller de l'artista), els vuit braços s'expandeixen per l'atri de museu de 40 metres d'altura.[8]

## Premis
- Premi Tabaqueira Fondo de Arte Público (2003)
- Hi ha molts treballs seus en el Museu Colecção Berardo, després de guanyar el concurs de la institució.